# العلاقات المنغولية الميكرونيسية
العلاقات المنغولية الميكرونيسية هي العلاقات الثنائية التي تجمع بين منغوليا وولايات ميكرونيسيا المتحدة.

## مقارنة بين البلدين
هذه مقارنة عامة ومرجعية للدولتين:
| وجه المقارنة                                              | منغوليا         | ولايات ميكرونيسيا المتحدة |
| --------------------------------------------------------- | --------------- | ------------------------- |
| المساحة (كم2)                                             | 1.57 مليون      | 702                       |
| عدد السكان (نسمة)                                         | 3.08 مليون      | 105.54 ألف                |
| الكثافة السكانية (ن./كم²)                                 | 1.96            | 15.03 ألف                 |
| العاصمة                                                   | أولان باتور     | باليكير                   |
| اللغة الرسمية                                             | اللغة المنغولية | لغة إنجليزية              |
| العملة                                                    | توغروغ منغولي   | دولار أمريكي              |
| الناتج المحلي الإجمالي (بليون دولار)                      | 11.49 مليار     | 336.43 مليون              |
| الناتج المحلي الإجمالي (تعادل القوة الشرائية) بليون دولار | 36.16 مليار     | 365.27 مليون              |
| الناتج المحلي الإجمالي الاسمي للفرد دولار أمريكي          | 3.97 ألف        | 3.02 ألف                  |
| الناتج المحلي الإجمالي للفرد دولار أمريكي                 | 11.95 ألف       |                           |
| مؤشر التنمية البشرية                                      | 0.727           | 0.640                     |
| رمز المكالمات الدولي                                      | +976            | +691                      |
| رمز الإنترنت                                              | .mn             | .fm                       |
| المنطقة الزمنية                                           | ت ع م+08:00     |                           |

## منظمات دولية مشتركة
يشترك البلدان في عضوية مجموعة من المنظمات الدولية، منها:
| علم المنظمة | اسم المنظمة                               | تاريخ انضمام منغوليا | تاريخ انضمام ولايات ميكرونيسيا المتحدة |
| ----------- | ----------------------------------------- | -------------------- | -------------------------------------- |
|             | منظمة حظر الأسلحة الكيميائية              | ?                    | ?                                      |
|             | البنك الدولي للإنشاء والتعمير             | 14 فبراير 1991       | 24 يونيو 1993                          |
|             | المركز الدولي لتسوية المنازعات الاستشارية | 14 يوليو 1991        | 24 يوليو 1993                          |
|             | الأمم المتحدة                             | 27 أكتوبر 1961       | 17 سبتمبر 1991                         |
|             | بنك التنمية الآسيوي                       | 1991                 | 1990                                   |
|             | يونسكو                                    | 1 نوفمبر 1962        | 19 أكتوبر 1999                         |
|             | وكالة ضمان الاستثمار متعدد الأطراف        | 21 يناير 1999        | 11 أغسطس 1993                          |
|             | مؤسسة التنمية الدولية                     | 14 فبراير 1991       | 24 يونيو 1993                          |
|             | مؤسسة التمويل الدولية                     | 14 فبراير 1991       | 24 يونيو 1993                          |
|             | الاتحاد الدولي للاتصالات                  | 27 أغسطس 1964        | 18 مارس 1993                           |

## وصلات خارجية
- موقع وزارة الخارجية المنغولية